# Grant Nelson
Grant Nelson (Londen, 27 april 1971), wordt wel beschouwd als de grondlegger van het Garage-genre, dat vanaf 1995 tot begin 21e eeuw zijn hoogtijdagen vierde in de housescene. 
Nelson rolde al op relatief vroege leeftijd het dancewereldje binnen. Eind jaren 80, als de house lichtelijk in opkomst is, begint Grant met het maken van hardcore gecombineerd met wat we nu zouden beschouwen als Drum 'n' Bass. Onder de alias Wishdokta, samen met DJ Vibes, richten ze ook nog een eigen platenlabeltje op genaamd Asylum wat niet bepaald uitmondt in een groot succes. Desalniettemin scoorde Wishdokta in Engeland een aantal hits. In 1993 is het volgens Grant tijd om over te stappen en te specialiseren in een wat volwassenere tak van de dancemuziek. Naar eigen zeggen vond hij achteraf zijn happy hardcore-tijd vermakelijk, maar de muziek te eenvoudig in compositie en de beats te snel om een goed nummer te kunnen produceren. Artistiek gezien was het tijd voor een nieuw avontuur en gedeelte in zijn carrière. Garage leek het juiste antwoord. 
Naast Nelsons ontwikkeling als grondlegger van de 2 Step/Garage scene, begon hij tegelijkertijd met het produceren van soulful house met een discotint. Hiermee scoorde Grant Nelson in 1998 nog een enorme hit in thuisland Engeland. In Nederland leverde de single 'Step 2 Me', met de vocalen van souldiva Jean McClain, slechts een bescheiden positie in de tipparade op.
Met als oogmerk melodieuze house richtte Nelson in 1996 zijn eigen platenlabel op: Swing City. In 1994 waagde hij al een poging met het label Nice'n'Ripe, maar vanwege interne onenigheid werd dit label na twee uiterst succesvolle jaren opgeheven. In 2009, 2010 maakte Grant Nelson furore door op zijn eigen kindje Swing City samplepacks uit te brengen: uitgebreide bibliotheken aan samples, loopjes, pianogeluiden en andere effecten die de 'Grant Nelson sound' vertegenwoordigen. Dit materiaal kan vervolgens door muziekproducers rechtenvrij gebruikt worden. Verder staat Swing City historisch gezien garant voor enkele tijdloze houseklassiekers.
Grant Nelson haalde na 'Step 2 Me' de Nederlandse hitlijsten nog eenmaal. Samen met Norris Windross binnen de formatie N'n'G (Norris 'n' Grant) scoorden ze in 2000 tijdens de 2 step hype - die ook Nederland kort aandeed - met de single 'Right Before My Eyes' een 34e positie in de nationale top40. Na twee weken te hebben gebivakkeerd op die 34e plaats kon de remake van het origineel van Patti Day alweer inrukken. Internationaal was Grant Nelson in die periode (1997-2001) ook succesvol onder de US Garage monniker Bump & Flex, wederom in duo met Norris Windross.  
Rond 2001, toen de 2 Step/Garage scene over haar hoogtepunt heen was en de muziekstroming terugkeerde naar het ondergrondse, stapte ook Nelson over naar een andere muziekstijl. Hij ging volledig op in de soulful, disco en latin house. In laatstgenoemd subgenre had Nelson commercieel succes. Hij ging de samenwerking aan met de Braziliaanse latinband Negrocan. Met zijn remix van 'Cada Vez' scoorde Nelson een wereldhit. In Nederland bleef Cada Vez voorbehouden aan het houseminnende publiek, aangezien de plaat hier geen groot commercieel succes werd.
Momenteel remixed Nelson veel soulful house en komt hij nog slechts sporadisch met een productie onder eigen naam. Zijn laatste wapenfeit (zegge: 2005) was de release Spellbound, een piano house track, gesampled van het nummer "My Love Is Magic" van Bas Noir. 
In Nederland is er voor Nelsons soort house geen brede markt. Elektronische house is populairder dan de instrumentale, melodieuzere house. Nelson draait dan ook heel zelden in Nederland. De laatste keer was in oktober 2005 toen Nelson geboekt was in Club More, een discotheek in Amsterdam die anno 2010 niet meer bestaat.
Grant Nelson heeft sinds januari 2010 een eigen radioshow, genaamd 'Housecall'. De show wordt twee keer per maand op donderdagavond uitgezonden op het Britse online radiostation SS Radio, een van de grootste radiozenders op het net voor deep en soulful house. 
- Bibliothèque nationale de France: cb13995633t (data)
- International Standard Name Identifier: 0000 0000 0129 0768
- MusicBrainz: 3b0adc13-b1d2-4ce9-9f7b-fc4f9dbfabbb
- Virtual International Authority File: 66661042